# Bernard VIII de Comminges
Pour les articles homonymes, voir Bernard de Comminges et Bernard VIII.
Bernard VIII (1280 - † 1336) est un comte de Comminges de 1312 à 1336. Il était fils de Bernard VII, comte de Comminges, et de Laure de Monfort, fille de Philippe II, seigneur de Castres.

## Biographie
Il devient vicomte de Turenne en 1305 à la suite de son second mariage avec Marguerite de Turenne, fille unique de Raimond VII, vicomte de Turenne. Plus tard, en 1314, Marguerite étant enceinte, elle fit son testament en faveur de l'enfant à naitre et, en cas de décès de ce dernier, en faveur de Bernard VIII, son mari. Marguerite accoucha d'une fille, mais toutes deux décédèrent peu après. En vertu du testament Bernard VIII conserve alors la vicomté de Turenne et se remarie peu après. Quelques années plus tard Renaud IV de Pons revendiqua la succession de Turenne contre Bernard VIII. Un mariage fut projeté en 1332 entre Marguerite, fille du troisième mariage de Bernard VIII avec le fil ainé de Renaud, mais Marguerite décéda avant la célébration. Bernard VIII conserva la vicomté de Turenne jusqu'à sa mort survenue en 1336. 

Il marie ses sœurs Cécile et Aliénor respectivement avec Amanieu d'Astarac (1317) et Gaston II de Foix (1324). En 1335, il s'allie au royaume d'Aragon en mariant sa fille Cécile au comte d'Urgel, frère du roi Pierre IV. D'autre part, trois de ses frères furent nommés évêques et l'un d'eux, Jean-Raymond de Comminges, parvint au cardinalat.

Bernard VIII n'avait eu que des filles de son troisième mariage, mais sa veuve accoucha cependant d'un fils posthume, qui lui succéda.

## Mariages et descendance
En 1299, Bernard VIII épouse du vivant de son père Puelle d'Armagnac, fille de Géraud VI d'Armagnac et de Mathe de Béarn. Elle meurt sans postérité en 1302.
En 1305, Bernard VIII épouse Marguerite, vicomtesse de Turenne, fille de Raimond VI et de Laetitia de Rochechouart, qui meurt sans postérité en 1314 en lui laissant par testament la succession de la vicomté.
En 1315, Bernard VIII épouse Mathe de L'Isle-Jourdain (†1353), fille de Bernard IV, seigneur de L'isle-Jourdain, et de Marguerite de Foix, dont il eut:
- Marguerite de Comminges (†1332), promise à Renaud V de Pons mais décédée avant la célébration du mariage.
- Cécile de Comminges (1320-1384), mariée en 1335 à Jacques d'Aragon, comte d'Urgel, frère du roi Pierre IV d'Aragon. Vicomtesse de Turenne à la mort de son frère cadet. Veuve en 1349, elle vend la vicomté de Turenne au pape Clément VI.
- Jeanne de Comminges (†1396), mariée en 1350 à son cousin germain Pierre-Raimond II de Comminges.
- Aliénor de Comminges (†1397), mariée en 1350 à Guillaume III Roger de Beaufort, neveu du pape Clément VI qui lui cède la vicomté de Turenne.
- Jean de Comminges (1336-1339), fils posthume, comte de Comminges et vicomte de Turenne après son père.